# Raoul-Pierre Guéguen
Raoul-Pierre Guéguen (n. 20 iunie 1947, Garlan, Bretagne, Franța) este un sportiv ce a reprezentat Franța, medaliat olimpic. A participat la 2 ediții ale Jocurilor Olimpice (1968, 1972) în care a câștigat o medalie de bronz.